# Stewart Copeland
Stewart Copeland (* 16. července 1952) je americký bubeník, od r. 1976 účinkuje ve skupině The Police a je považován za jednoho z nejvlivnějších bubeníků. Během výluky The Police bubnoval za jiné skupiny a nahrál mnoho hudby k filmům. V roce 1975 byl členem Curved Air, kde nahral dvě alba Midnight Wire a Airborn.
V roce 1980 vydal album pod pseudonymem Klark Kent. V lednu 2006 byla premiéra jeho filmu o skupině The Police Everyone Stares: The Police Inside Out.
Na oceněních Grammy v roce 2007 opět vystoupil spolu se Stingem a Andym Summersem a zahráli hit Roxanne. Bylo to první veřejné vystoupení skupiny od roku 1986.

Stewart Copeland složil soundtracky k prvním čtyřem Spyrovým hrám. Copeland vytvořil hudbu pro každý svět ve hrách a také hudbu věnovanou jednotlivým úrovním, přičemž často každou úroveň hrál, aby mohl náladu hudby přizpůsobit dané úrovni.